# Juanele
Juanele (* 10. April 1971 in Gijón, Asturien, bürgerlich Juan Castaño Quirós) ist ein ehemaliger spanischer Fußballspieler. Er nahm an der Fußball-Weltmeisterschaft 1994 teil.

## Spielerkarriere

### Verein
Juanele spielte in der Jugend beim Veriña Club de Fútbol. Zur Saison 1989/90 wechselte er zu Sporting Gijón, wo er in den ersten beiden Jahren in der Reservemannschaft eingesetzt wurde. Am 13. Dezember 1990 bestritt er in der Copa del Rey sein erstes Spiel für Gijons erste Mannschaft. In der Saison 1991/92 rückte er endgültig in den Profikader der ersten Mannschaft auf. Am 1. September 1991 debütierte er im José-Zorrilla-Stadion im Spiel bei Real Valladolid in der Primera División. Am 18. September des Jahres wurde er erstmals im UEFA-Pokal gegen Partizan Belgrad eingesetzt. Insgesamt spielte Juanele drei Spielzeiten lang für Sporting, in denen er 91 Ligaspiele bestritt und achtzehn Tore erzielte.
Im Juni 1994 wechselte er zum CD Teneriffa, für den er in den folgenden fünf Spielzeiten in 151 Erstligaspielen 27 Tore erzielte. Zudem nahm er in der Saison 1996/97 zum zweiten Mal am UEFA-Pokal teil. Dort scheiterte das Team im Halbfinale am späteren Sieger FC Schalke 04. 
Nach dem Abstieg Teneriffas in die Segunda División am Ende der Saison 1998/99 unterschrieb Juanele einen Vertrag bei Real Saragossa. In seiner ersten Saison trug er mit neun Toren in 34 Spielen zum Erreichen des vierten Platzes in der Abschlusstabelle bei, der zur Teilnahme am UEFA-Pokal 2000/01 berechtigte. Zwar schied Saragossa bereits in der ersten Runde aus, gewann jedoch die Copa del Rey 2000/01. Beim 3:1 im Finale gegen Celta de Vigo stand Juanele in der Startelf, blieb aber ohne Torerfolg. In der folgenden Saison 2001/02 stieg Saragossa in die Segunda División ab, schaffte aber den unmittelbaren Wiederaufstieg. In der Saison 2003/04 kam er nur noch auf sechs Einsätze in der Liga. Saragossa beendete die Saison als Aufsteiger im gesicherten Mittelfeld der Tabelle und erreicht erneut das Endspiel der Copa del Rey. Im Finale gegen Real Madrid wurde Juanele in der 95. Spielminute beim Stand von 2:2 für Sávio Bortolini eingewechselt. Saragossa gewann das Spiel mit 3:2 nach der Verlängerung.
Im Sommer 2004 wechselte er zum Zweitligisten Terrassa FC, den er nach dem Abstieg in die Segunda División B am Ende der Saison 2004/05 wieder verließ. Er kehrte nach Asturien zurück und spielte in der Saison 2005/06 für den Drittligisten Real Avilés. In der folgenden Spielzeit war er für den Sechstligisten SD Atlético Camocha in der Regional Preferente aktiv. Aufgrund einer bipolaren Störung beendete er im Alter von 37 Jahren seine Karriere beim CD Roces in der siebtklassigen Primera Regional.

### Nationalmannschaft
Sein Debüt in der spanischen Nationalmannschaft gab Juanele am 19. Januar 1994 beim 2:2 im Freundschaftsspiel gegen Portugal. Sein letztes und fünftes Länderspiel bestritt er am 10. Juni 1994 beim 2:0-Sieg im Vorbereitungsspiel auf die Weltmeisterschaft 1994 in den USA gegen Kanada, nachdem er in das spanische Aufgebot berufen worden war. In diesen beiden Spielen erzielte er seine beiden Länderspieltore. Während des Turniers kam er nicht zum Einsatz.

## Privatleben
Juanele ist der Vater einer Tochter.
Nach einigen depressiven Episoden und einem Kampf gegen die Abhängigkeit von verschreibungspflichtigen Medikamenten wurde Juanele Anfang 2008 wegen übermäßiger Einnahme in ein Krankenhaus in Gijón eingeliefert. Nach seiner Genesung eröffnete er gemeinsam mit seinem ehemaligen Sporting-Teamkollegen Iván Iglesias eine Fußballschule.
Am 13. Juni 2015 wurde Juanele zu einer fünfmonatigen Haftstrafe verurteilt, weil er seine frühere Partnerin mit einem Baseballschläger geschlagen hatte. Im Jahr 2011 war er bereits wegen Verstoßes gegen eine einstweilige Verfügung inhaftiert worden.
Im Juli 2020 wurde Juanele wegen einer Lebensmittelvergiftung erneut ins Krankenhaus eingeliefert.

## Erfolge
- Copa del Rey: 2001, 2004